# حصار إشقودرة (1912-1913)
حصار إشقودرة (1912-1913) وقع في الفترة من 28 أكتوبر 1912 إلى 23 أبريل 1913، عندما تمكن جيش مملكة الجبل الأسود من هزيمة قوات الدولة العثمانية واستولوا على إشقودرة وذلك خلال حرب البلقان الأولى.

## الخلفية
في عام 1912، أعلنت رابطة دول البلقان والتي تتألف من (صربيا والجبل الأسود واليونان وبلغاريا) الحرب المشتركة ضد الدولة العثمانية، فحشد الجبل الأسود قواته واستعد لمهاجمة القوات العثمانية في ألبانيا مباشرة من الجنوب، حيث كان لدي الجبل الاسود نية لتوسيع حدودة على حساب المناطق ذات الأغلبية الساحقة من الألبان حيث كان تعتبر الجبل الأسود نفسها خليفة لريتا، وهي منظمة صربية من العصور الوسطى لعبت دوراً هاماً في قيام الدولة الصربية، وعاصمتها سكودر، قبل ان يسيطر العثمانيين، والذين اتخذوا من المدينة مركز إداري في المنطقة، يذكر أيضا ان الحدود بين الإمبراطوريتين زيتا والألبانية في العصور الوسطى كانت عند نهر درين، كما أشار حاكم الجبل الأسود والمؤرخ فاسيليجي في القرن السابع عشر، وسعي كلا الامبراطوريتين إلى توسيع حدودهم التقليدية، علاوة على ذلك، كان في المنطقة عدد كبير من السكان من الأصول السلافية.

## بداية الحرب
في 8 أكتوبر 1912 أعلن حسن رضا باشا أن الجبل الأسود قد أعلن الحرب على الدولة العثمانية وذلك للتخلص من 600 عام من حكم العثمانيون للمنطقة أو ما اسماه الجبل الأسود «القدم التركية»، وأن قواتها كانت تعبر الحدود بين الجبل الأسود وألبانيا، بعد ساعتين من الأخبار، كانت قوات الجبل الأسود، كما هو متوقع، تقترب من إشقودرة، كان ما يصل إلى 70٪ من الجيش العثماني في الأجزاء الداخلية من البلقان يتألف من مجندين ألبان مسلمين وعند الظهر، قام حسن رضا باشا في مقره بجمع جميع قادته.

## المعركة

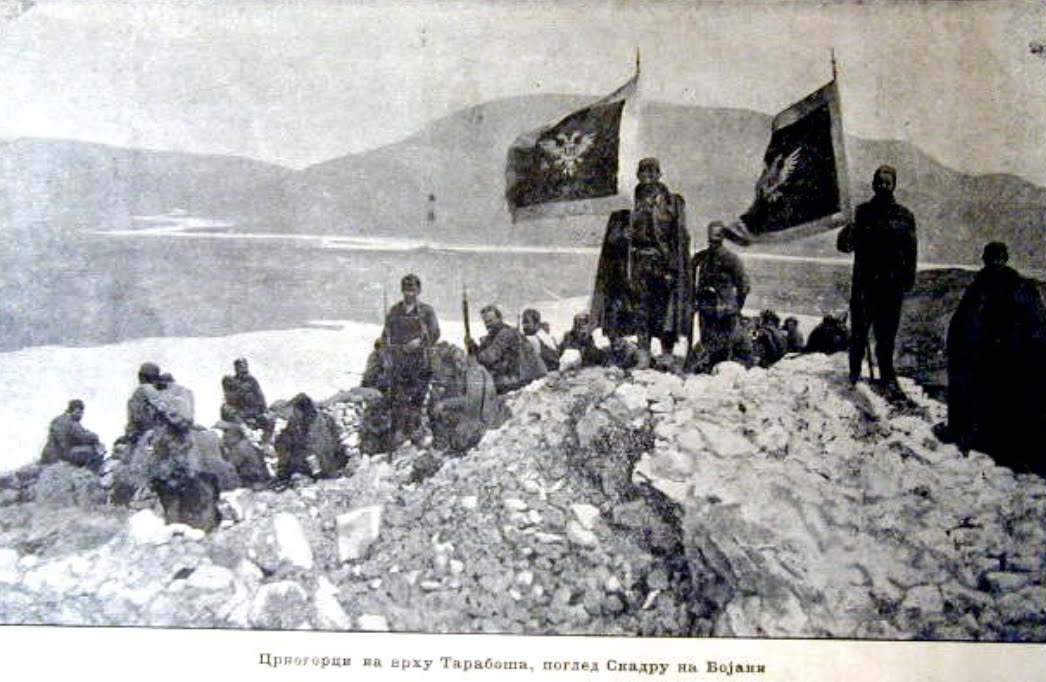
جندي من الجبل الأسود على تل بالقرب من سكادار

بدأ الحصار في 28 أكتوبر 1912، وقد نفذ الهجوم في الأصل من قبل جيش الجبل الأسود تحت قيادة الأمير دانيلو، ومع ذلك، واجهت قواته مقاومة شديدة.
وأرسل الجيش الصربي تعزيزات لمساعدة حلفائه في الجبل الأسود. 
قاوم المدافعون الأتراك يالألبانيين بقيادة حسن رضا باشا، وأسعد باشا توبتاني، لمدة سبعة أشهر وتمكنوا من إلحاق خسائر فادحة بقوات صربيا والجبل الأسود المشاركة بالحصار.

### وفاة حسن رضا باشا
في 30 يناير 1913، تم نصب كمين لحسن رضا باشا على يد عثمان بالي ومحمد كافاجا،  وهما اثنان من الخدم الألبان لدي أسعد باشا، وتم الاغتيال بينما كان يغادر منزل أسعد باشا بعد تناوله الطعام معه،  وكان يوجد خلاف في الراي بين القائدان العثمانيان حيث أراد رضا باشا مواصلة الدفاع عن المدينة المحاصرة، بينما كان يري أسعد باشا إستمرار مفاوضاته السرية مع الجبل الأسود، والتي تمت بواسطة روسيا في إشقودرة، حيث كانت خطة أسعد باشا هي تسليم إشقودرة للصرب والجبل الأسود كثمن لدعمهم له في محاولته إعلان نفسه ملك علي ألبانيا،  وفي 6 فبراير، استقبل الملك نيكولا وفدا من زعماء القبائل الالبان وطلبوا الانضمام مع 3000 من مقاتليهم إلي قوات الجبل الأسود للاستيلاء على إشقودرة، حيث شاركوا في 7 فبراير / شباط، بالهجوم في اتجاه جوباني - كولا داوت آغا.

### الاستسلام

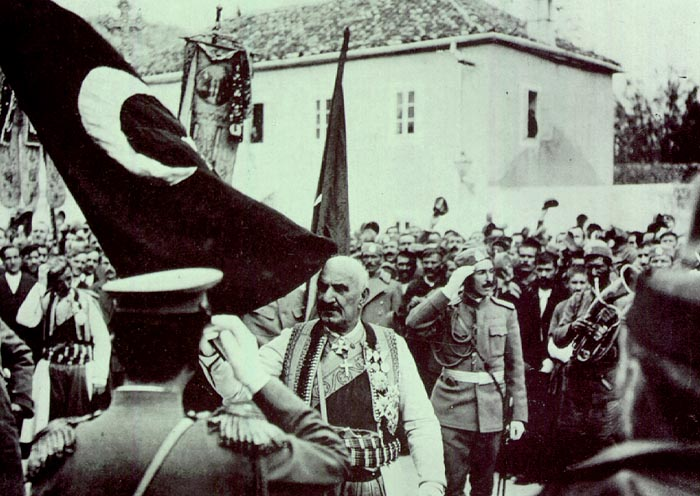
الاستسلام العثماني لملك الجبل الأسود نيكولاس

في 21 أبريل 1913، قدم أسعد باشا الاقتراح الرسمي بتسليم المدينة إلى الجبل الاسود، تم قبول اقتراحه وتم السماح له بمغادرة المدينة مع مرتبة الشرف العسكرية الكاملة وبجميع قواته ومعداته، باستثناء الأسلحة الثقيلة، كما حصل أيضًا على مبلغ 10000 جنيه إسترليني من ملك الجبل الأسود،  كما قام أسعد باشا بتوقيع بروتوكول الاستسلام النهائي  مع الجبل الأسود  وكان علي أسعد باشا تسليم شقودره للجبل الأسود ولكن بعد أن تقرر الدول العظمى مصير المدينة، ولكن بعد أن أجبرت القوي الكبري صربيا على التراجع وبعد أن كان من الواضح أن القوى العظمى لن تسمح للجبل الأسود بالإبقاء على إشقودرة  فبينما تمكن أسعد باشا من الحصول على دعم صربيا والجبل الأسود لمملكة ألبانيا الجديدة، الا ان إشقودرة كانت وبشكل غير مباشر من نصيب الدولة الألبانية الجديدة كما تقرر من قبل القوى العظمى.

## ما بعد المعركة

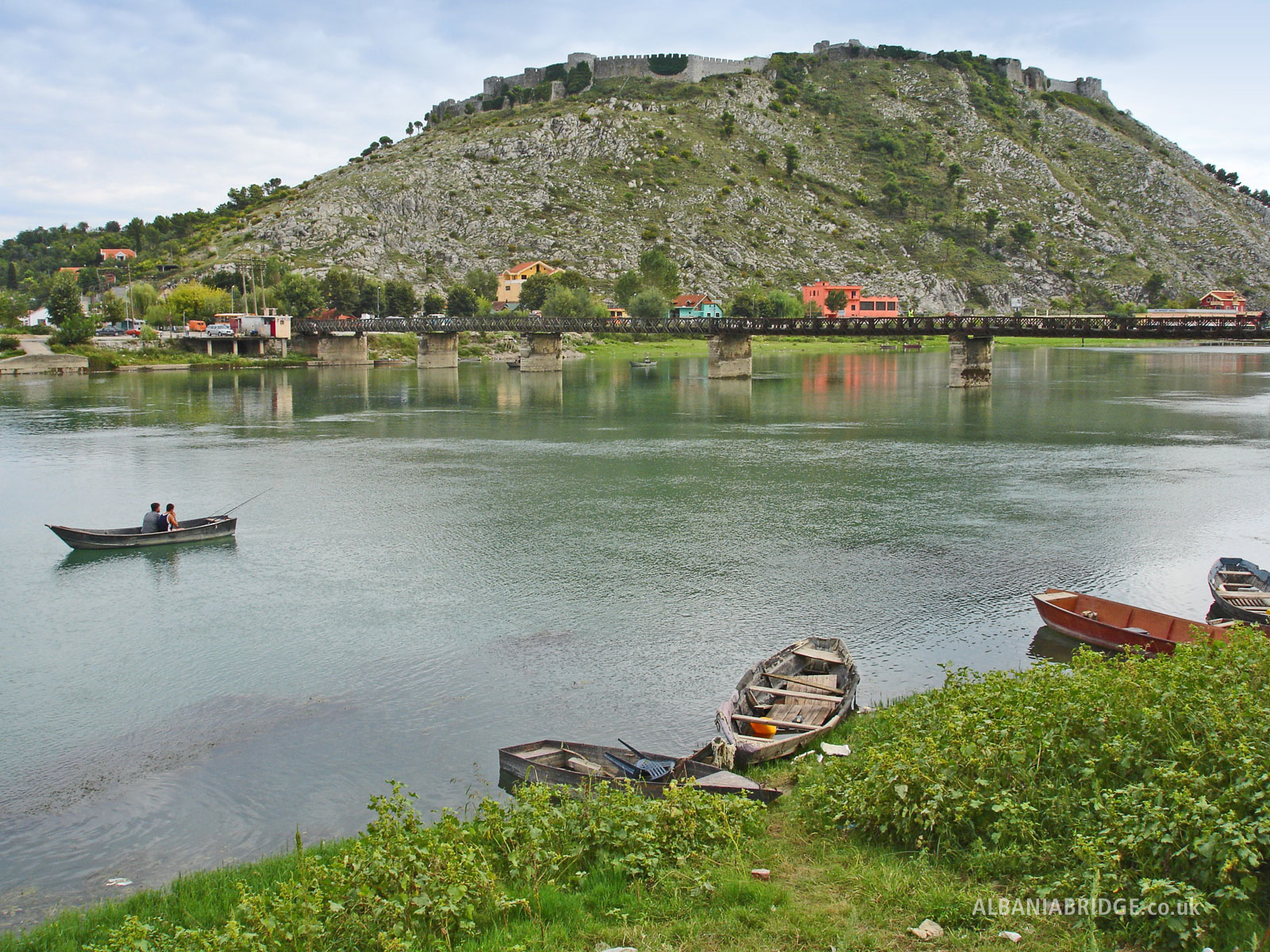
قلعة روزافا

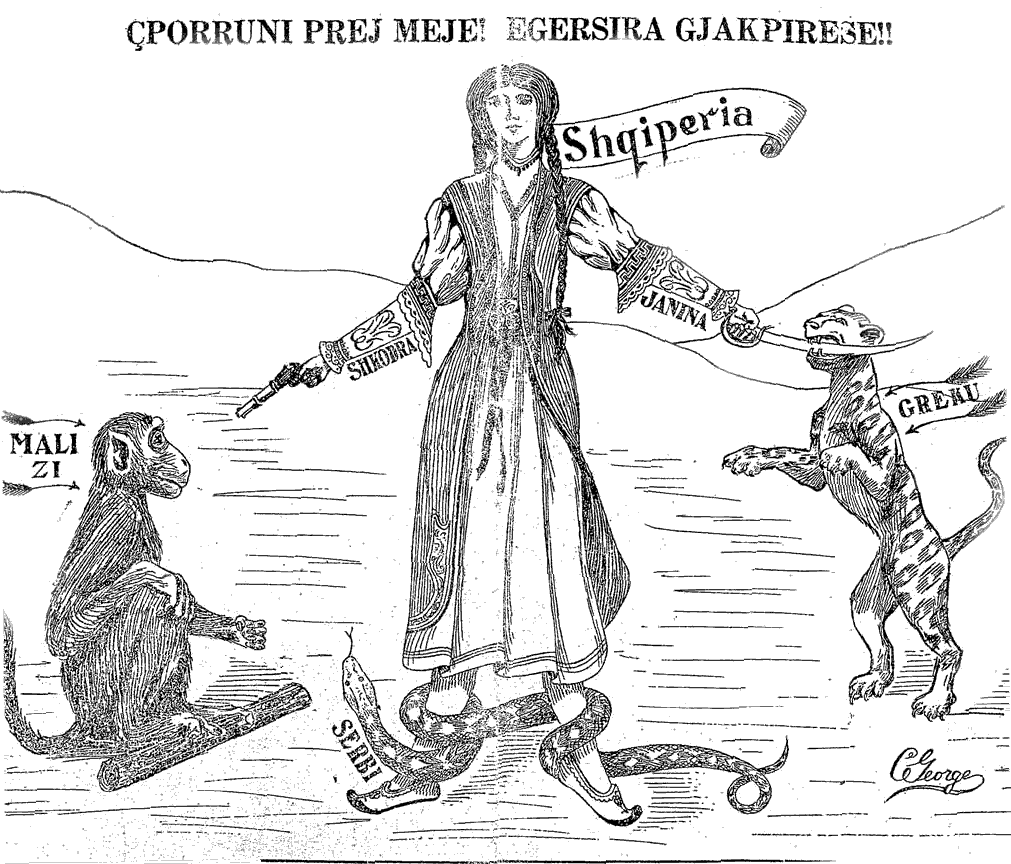
كاريكاتير يظهر ألبانيا تدافع عن نفسها من البلدان المجاورة حيث يمثل الجبل الأسود كقرد ، واليونان بمثابة النمر وصربيا كأفعى مع نص باللغة الألبانية: "اهرب مني! وحوش دماء! "

كانت إشقودرة بمثابة العقبة الوحيدة أمام التقدم الصربي في بقية ألبانيا العثمانية، وبحلول نوفمبر 1912، أعلنت ألبانيا استقلالها ولكن لم يتم الاعتراف بها من قبل أي دولة وفيما بعد احتل الجيش الصربي في نهاية المطاف معظم شمال ووسط ألبانيا، وتوقف شمال مدينة فلوري، كما تمكنت القوات الصربيه من محاصرة ما تبقى من جيش فاردار في ما تبقى من ألبانيا، لكنها لم تكن قادرة على إجبارهم على الاستسلام.  ومع ذلك، عندما انتهت الحرب، لم تمنح القوى العظمى المدينة لمملكة الجبل الأسود، التي اضطرت لإخلائها في مايو 1913، ووفقًا لمؤتمر لندن ليتم إجبار الجيش الصربي علي الانسحاب وذلك من قبل أسطول بحري صغير من الزوارق الحربية البريطانية والإيطالية التي تحركت فوق نهر بوجانا وعبر ساحل البحر الأدرياتيكي، لحق ذلك نشر قوة حفظ السلام الدولية (مفرزة إشقودرة) من خمس دول وهي النمسا والمجر وبريطانيا العظمى وفرنسا وإيطاليا وألمانيا في المدينة واستمرت حتى بداية الحرب العالمية الأولى.

## التأثيرات الثقافية
كتب الروائي الألباني ندوك نيكاج رواية تاريخية بعنوان شكودرا إريثويمي («شكودرا تحت الحصار») في عام 1913. كتب الشاعر الصربي البوسني أليكسا شانتيك إلى أسعد باشا (بالصربية: Esad Paši)‏ ، مستوحاة من حصار إشقودرة.

## الملاحظات
اقتباسات
1. ↑  Лесковац, Младен; Форишковић, Александар; Попов, Чедомир (2004). [sr:Српски биографски речник] (بالصربية). Будућност. p. 176) https://web.archive.org/web/20160424064342/https://books.google.com/books?id=ozYYAQAAIAAJ. Archived from the original on 2016-04-24. {{استشهاد بكتاب}}: |trans-title= بحاجة لـ |title= أو |script-title= (help) and |مسار أرشيف= بحاجة لعنوان (help)
2. ↑  (Čolaković & Čirgić 2008)
3. 1 2  Vlora, bej Eqerem  [لغات أخرى]‏. Lebenserinnerungen ("Memoirs"). Munich. 1968 and 1973.
4. ↑  Vickers 1999.
5. ↑  Ulli، Prenk (1995). Hasan Riza Pasha: Mbrojtës i Shkodrës në Luftën Ballkanike, 1912-1913. شقودرة، ألبانيا: Albin. ص. 26. مؤرشف من الأصل في 2020-01-02. اطلع عليه بتاريخ 2011-06-13.
6. ↑  Pearson, Owen. Albania and King Zog: independence, republic and monarchy 1908–1939. I.B. Tauris. 2004. (ردمك 1-84511-013-7) p. 38
7. ↑  King Nikola--personality, work, and time. Crnogorska akademija nauka i umjetnosti. 1998. ص. 321. مؤرشف من الأصل في 2020-01-02. اطلع عليه بتاريخ 2013-05-12. Овом приликом замолили су да заједно са црногор- ском војском у заузимању Скадра учествује и 3.000 Малисора. Према заповијести о нападу од 7. фебруара 1913. био им је поверен правац Јубани - кула Даут-аге.
8. ↑  Pearson, Owen. Albania and King Zog: independence, republic and monarchy 1908–1939. I.B. Tauris. 2004. (ردمك 1-84511-013-7) p. 41.
9. ↑  Erickson 2003.
10. ↑  Edwin E. Jacques, The Albanians: An Ethnic History from Prehistoric Times to the Present, McFarland, 1995, (ردمك 978-0-89950-932-7), p. 344.
11. ↑  "ALBANIA'S FUTURE.; Essad Pasha Appears to be In Full Control There". New York Times. 6 يوليو 1913. مؤرشف من الأصل في 2019-12-27.
12. ↑  Tibor Balla: The military participation of the Austro-Hungarian Monarchy in the settlement of the Scutari-crisis in journal Academic and Applied Research in Military and Public Management Science (AARMS), 2005, Volume 4, Issue 1, pg 100 - 107 نسخة محفوظة 15 فبراير 2017 على موقع واي باك مشين. [وصلة مكسورة]
13. ↑  Robert Elsie (2005). Albanian Literature: A Short History. I.B.Tauris. ص. 89. ISBN:978-1-84511-031-4. مؤرشف من الأصل في 2019-12-23.
14. ↑  Šantić، Aleksa (1913). "Esad Paši". مؤرشف من الأصل في 2018-12-02. اطلع عليه بتاريخ 2011-06-14.

## للقراءة المتعمقة
- بافلوفيتش، Ž. (1926) ابسادا سكادرا، 1912-1913. بلغراد
- راتكوفيتش، ب. (1975) Prvi balkanski rat 1912-1913 - operacije srpskih snaga. Beograd: معهد Vojnoistorijski ، knj. 2
- فويفوديتش، MS (1970) Skadarska kriza 1913. الله. بلغراد
- Milićević، M. J. (2007). "Vojska Kraljevine Srbije u opsadi Skadra - bitka kod sela Dajči" (PDF). Baština ع. 22: 137–160. مؤرشف من الأصل (PDF) في 2018-05-03.